# Uspon na goru Karmel
Uspon na goru Karmel (šp. Subida del Monte Carmelo) duhovni je traktat iz 16. stoljeća španjolskog katoličkog mistika i pjesnika svetog Ivana od Križa. Knjiga opisuje put pročišćenja duše kroz odricanje od svega što nije Bog. Ivan od Križa naglašava potrebu za „tamnom noći duše”, gdje se duša odriče zadovoljstava koje dobiva kroz tjelesna osjetila.
Knjiga je sustavna obrada asketskog života u potrazi za mističnim sjedinjenjem s Kristom, dajući savjete i izvještavajući o vlastitom iskustvu. Detaljno opisuje stanje, kada pojedinačna duša prolazi kroz zemaljske i duhovne oskudice u potrazi za sjedinjenjem s Bogom. Ovo djelo, zajedno s djelima istoga autora: Živim plamenom ljubavi i Duhovnom pjesmom, smatraju se među najvećim djelima i u kršćanskom misticizmu i na španjolskom jeziku.
Napisan između 1578. i 1579. u Granadi u Španjolskoj, nakon bijega iz nepravednog zatočeništva, Uspon na goru Karmel ilustriran je dijagramom procesa opisana u tekstu koji prikazuje napredak duše do vrha metaforičkog brda Karmel gdje susreće Boga. Djelo je podijeljeno u tri dijela i postavljeno je kao komentar na četiri pjesničke strofe Ivana od Križa na temu „Tamne noći”. Ivan od Križa pokazuje kako Duša kreće napustiti sve svjetovne veze i užitke kako bi postigla „ništa manje od preobrazbe u Bogu”. Ivan od Križa napisao je u knjizi stihove o samoodricanju koji vode do duhovnog ponovnog rođenja.

## Utjecaj
Osvrt na knjigu napisao je papa Ivan Pavao II. u svome djelu Vjera prema sv. Ivanu od Križa 1981. godine.
Duhovna metoda unutarnjeg pročišćenja Ivana od Križa imala je ogroman utjecaj na T. S. Eliota kada je napisao Četiri kvarteta.
Uspon na goru Karmel postao je jedan od izvora inspiracije za film Sveta gora Alejandra Jodorowskog iz 1973. godine.